# Loraine Furter

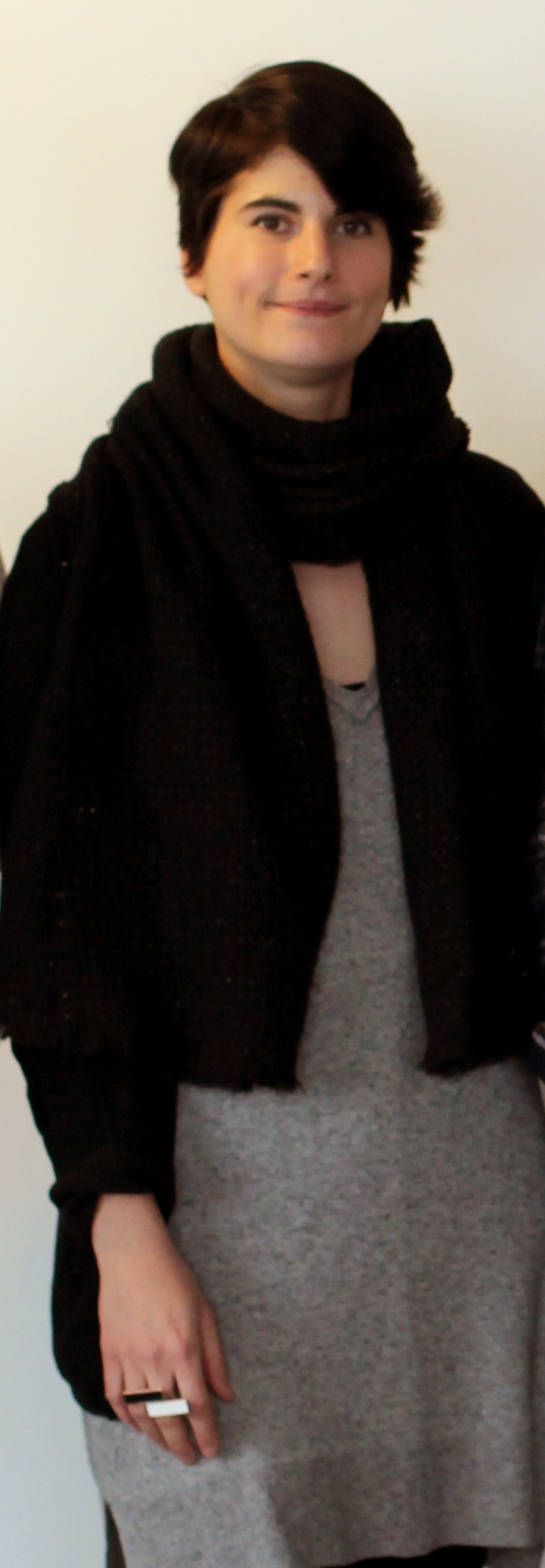
Loraine Furter

Loraine Furter (* 20. April 1988 in Lausanne) ist eine Grafikdesignerin, Forscherin und Professorin mit schweizerischen, französischen, armenischen und spanischen Wurzeln. Seit 2007 lebt und arbeitet sie in Brüssel. Sie ist spezialisiert auf zeitgenössische Veröffentlichungen mit einem besonderen Fokus auf intersektionellem Feminismus. Unter anderem entwirft sie digitale sowie analoge Bücher, Ausstellungselemente und Websites.

## Leben

### Ausbildung
Als Furter noch in der Schweiz lebte, war es ihr Ziel Illustratorin zu werden. Erst als sie nach Brüssel umzog, entdeckte sie das Berufsfeld des Grafikdesigns.
Furter schloss ihren Master mit dem Schwerpunkt Typografie und redaktionelles Design an der École de Recherche Graphique in Brüssel ab. Danach wuchs ihr Interesse daran, den Begriff „Publikation“ bezogen auf mündliche, performative und experimentelle Weise zu erweitern. Sie traf auf das Kollektiv „Open Source Publishing“ und die in Berlin ansässige „Hybrid Publishing Group“, deren Mitglieder ihr die Welt der digitalen und hybriden Publikationen erschlossen. Die Prinzipien von freier und Open-Source-Software ließen sich gut mit Furters feministischem Ansatz verbinden. Furter lernte HTML und CSS und begann ihre Arbeit als digitale Herausgeberin und Forscherin.

### Beruf
Furter unterrichtet an der École de Recherche Graphique in Brüssel. Seit 2015 unterrichtete sie zwei Theoriekurse über zeitgenössisches Veröffentlichen an der Académie Royale des Beaux-Arts in Brüssel.
2017 begann sie gemeinsam mit einem Team aus Forschenden und Lehrenden der drei Hochschulen ISBA Besancon, ERG Brüssel und Valand Academy die Entwicklung eines hochschulübergreifenden Forschungs- und Studienprogrammes über Gender und Design namens „Teaching to Transgress Toolbox“. Ziel des Programms ist die Förderung inklusiver Pädagogik und das Hinterfragen der sogenannten Neutralität und Gleichberechtigung in Bildungs-, Produktions- und Konsumsystemen der Künste. Der Name ist inspiriert von bell hooks Buch „Teaching to Transgress“.
Anschließend überarbeitete Furter ein bereits bestehendes Master-Programm der Kunsthochschule Sint Lucas Antwerpen. Der Master wurde zu einem feministischen und dekolonialen Forschungsmaster umdefiniert wurde. Zentral ist die Forschungsentwicklung von Kunst- und Designschaffenden, deren Praxis in einem gesellschaftspolitischen Kontext verankert ist.
Durch das Forschungsprojekt mit dem Titel „Speaking Volumes - Kunst, Aktivismus und feministisches Publizieren“, erhielt sie im September 2019 eine finanzierte Doktorandenstelle bei dem Antwerp Research Institute for the Arts.

## Werk

### Badass Libre Fonts by Womxn
Furter stellte fest, dass Schriften, die von Frauen entworfen wurden, schwer zu finden sind. Betroffen sind hierbei ihrer Meinung nach Personen, die sich als Frau identifizieren. Die Website „Badass Libre Fonts by Womxn“ bietet eine Plattform für Typografinnen. Durch die reine Nutzung, die namentliche Nennung und durch das Beauftragen eben dieser Gestalterinnen soll die Sichtbarkeit von Frauen im Bereich der Typographie erhöht werden.

### Bye Bye Binary
Gemeinsam mit einem Kollektiv aus französischsprachigen Designerinnen organisierte Furter einen Workshop über gender-fluide Glyphen in der französischen Sprache. Französisch ist keine gendergerechte Sprache: Es gibt nur binäre Ausdrücke wie „sie“ oder „er“, weshalb der Workshop darauf abzielte, Wege zu finden die verschiedenen Geschlechtsidentitäten in die Typographie einzubinden.

### Just For The Record
Kurz nach einem von Furter im März 2015 organisierten „Art + Feminism Wikipedia Edit-a-thon“ wurde das Projekt „Just for the Record“ noch im selben Jahr ins Leben gerufen. Bei dem Projekt geht es um die Auseinandersetzung mit der Darstellung des Geschlechts in neuen Medien und Veröffentlichungstools wie Wikipedia und welchen Einfluss dies auf die Art und Weise hat, wie Geschichte aufgezeichnet wird. Realisiert wird dies durch reale Events mit Vortragenden und Wikipedia Edit-a-thons.

### Speaking Volumes
Speaking Volumes ist ein hybrides Forschungsprojekt über feministische Veröffentlichungspraktiken und die Verbindungen zu zeitgenössischen Initiativen. Es macht aufmerksam darauf, was diese Praktiken gemeinsam haben. Die Forschung nimmt verschiedene Formen an, von grafischen Dokumenten bis hin zu performativen Ereignissen, und materialisiert sich auf einem Display, das von Alison Knowles Kunstwerk „The Big Book“ inspiriert ist.

### Crystal Clear
Ein Artikel aus dem Jahr 2018, den Furter für eine Präsentation während des Workshops „bye bye binary“ geschrieben hat. Er handelt von der Erfindung und Popularisierung der Druckmaschine und die mit einhergehende Ungleichheit der Rollenverteilung im Bereich der westlichen Typographie.